# Rotax 532
Der Rotax 532 ist ein wassergekühlter Zweizylinder-Zweitakt-Flugzeugreihenmotor mit einer Leistung von 48 kW (65 PS) und Drehventilen. Er wurde von der österreichischen Firma BRP-Rotax als Triebwerk für Ultraleichtflugzeuge gebaut.

## Konstruktion
Der Rotax 532 besitzt einen wassergekühlten Zylinderkopf und wassergekühlte Zylinder mit Drehventilen. Die Kühlung erfolgt über ein oder zwei außenliegende Kühler. Geschmiert wird der Motor mittels eines Benzin-/Ölgemischs im Verhältnis 50:1. Des Weiteren verfügt er über eine einzelne Schwungradmagnetzündung von Bosch. Er kann mit ein oder zwei Vergasern ausgerüstet werden. Der Kraftstoffdruck wird mittel einer pneumatischen Kraftstoffpumpe erzeugt.
Der Propeller wird über ein Getriebe des Typs Rotax B oder C angetrieben. Serienmäßig sind ein schallgedämpfter Auspuff und ein Luftfilter verbaut. Der serienmäßige Anlasser ist ein Reversierstarter. Ein elektrischer Anlasser ist optional verfügbar. Die eingebaute Lichtmaschine erzeugt eine Spannung zwölf Volt.
Der Rotax 532 wurde inzwischen durch den Rotax 582 ersetzt.

## Verwendung
- Aero Designs Pulsar
- AeroLites Bearcat
- Australian LightWing GR532
- Aviasud Mistral
- Avid Flyer
- Doppeldecker von Yesteryear Mifyter
- Denney Kitfox Model 1
- Early Bird Jenny
- EDRA Paturi
- EDRA Super Pétrel
- Macair Merlin GT
- Murphy Renegade
- Teratorn Tierra II
- Tiger Club Development Sherwood Ranger
- Wombat Gyrocopters Wombat